# マルセル・アンセンヌ
マルセル・アンセンヌ（Marcel Hansenne、1917年1月24日 - 2002年3月22日）は、フランスの陸上競技選手。1948年ロンドンオリンピックの銅メダリストである。フランス北部ノール県トゥールコワン出身。

## 経歴
アンセンヌは、第二次世界大戦直後に活躍した中距離選手で、1946年のオスロで行われたヨーロッパ陸上選手権では800mに出場し、1分51秒2で銅メダルを獲得。1948年には、800mで1分48秒3（世界歴代2位）の自己ベストを出し、同年のロンドンオリンピックの優勝候補に名乗りを上げた。しかし、アンセンヌはラストスパートに難があり、オリンピックの800mではアメリカのマルビン・ホイットフィールド、ジャマイカのアーサー・ウィントに次ぐ銅メダルに終わってしまう。さらに、アンセンヌは1500mに出場。決勝に勝ち残るが11位という結果に終わった。
オリンピックが終わった3週間後の1948年8月27日に、アンセンヌは、スウェーデンのイェーテボリの1000mのレースで、2分21秒4の世界タイ記録を樹立した。
1950年のヨーロッパ選手権では、800mに出場し、イギリスのロジャー・バニスター、ノルウェーのアウドゥン・ボイセンといった強豪には勝利したものの、伏兵のイギリスのジョン・パーレットに敗れ銀メダルに終わっている。
アンセンヌは、フランスのスポーツ新聞のルキップの社員で、1970年から1982年まで編集長として活躍した。

## 自己ベスト
- 800m - 1分48秒3 (1948年)
- 1000 m - 2分21秒4 (1948年)
- 1500 m - 3分47秒4 (1949年)

## 主な実績
| 年   | 大会                 | 場所                   | 種目  | 結果 | 記録     |
| ---- | -------------------- | ---------------------- | ----- | ---- | -------- |
| 1946 | ヨーロッパ陸上選手権 | オスロ(ノルウェー)     | 800m  | 3位  | 1分51秒2 |
| 1948 | オリンピック         | ロンドン(イギリス)     | 800m  | 3位  | 1分49秒8 |
| 1948 | オリンピック         | ロンドン(イギリス)     | 1500m | 11位 | 未計測   |
| 1950 | ヨーロッパ陸上選手権 | ブリュッセル(ベルギー) | 800m  | 2位  | 1分50秒7 |